# Liste des chefs du gouvernement syrien
 (décembre 2024).
Si vous disposez d'ouvrages ou d'articles de référence ou si vous connaissez des sites web de qualité traitant du thème abordé ici, merci de compléter l'article en donnant les références utiles à sa vérifiabilité et en les liant à la section « Notes et références ».
Cet article dresse la liste des chefs du gouvernement syrien de 1920 à 2025.

## Premiers ministres duRoyaume arabe de Syrie(1920)
- Rida al-Rikabi : 8 mars - 3 mai 1920
- Hachem al-Atassi : 3 mai - 26 juillet 1920 (1er mandat)
- Alaeddine Droubi : 26 juillet - 21 août 1920
- Jamil el-Oulchi : 6 septembre - 30 novembre 1920

## Présidents du Conseil des ministres pendant lemandat français(1925-1946)
- Soubhi Bey Barakat : 26 janvier - 21 décembre 1925
- Ahmed Nami : 28 avril 1926 - 15 février 1928
- Tajeddine el-Hassani : 15 avril 1928 - 19 novembre 1931
- Haqqi al-Azm : 7 juin 1932 - 16 mars 1934
- Tajeddine el-Hassani : 16 mars 1934 - 22 février 1936
- Ata el-Ayoubi : 22 février 1936 - 21 décembre 1936
- Jamil Mardam Bey : 21 décembre 1936 - 18 février 1939 (1er mandat)
- Lutfi al-Haffar : 24 février - 5 avril 1939
- Nasuhi al-Bukhari : 5 avril - 8 juillet 1939
- Khaled al-Azem : 4 avril - 21 septembre 1941 (1er mandat)
- Hassan al-Hakim : 21 septembre 1941 - 19 avril 1942 (1er mandat)
- Housni al-Barazi : 19 avril 1942 - 10 janvier 1943
- Jamil el-Oulchi : 10 janvier - 25 mars 1943
- Saadallah al-Djabiri : 19 août 1943 - 14 octobre 1944 (1er mandat)
- Farès al-Khoury : 14 octobre 1944 - 1er octobre 1945 (1er mandat)
- Saadallah al-Djabiri : 1er octobre 1945 - 17 avril 1946 (début du 2e mandat)

## Présidents du Conseil des ministres de laRépublique syrienne(1946-1958)
- Saadallah al-Djabiri : 17 avril - 16 décembre 1946 (fin du 2e mandat)
- Khaled al-Azem : 16 décembre - 29 décembre 1946
- Jamil Mardam Bey : 29 décembre 1946 - 17 décembre 1948 (2e mandat)
- Khaled al-Azem : 17 décembre 1948 - 30 mars 1949
- Housni al-Zaïm : 17 avril - 26 juin 1949
- Muhsin al-Barazi : 26 juin - 14 août 1949
- Hachem al-Atassi : 17 août - 24 décembre 1949 (2e mandat)
- Nazem Koudsi : 24 - 27 décembre 1949
- Khaled al-Azem : 27 décembre 1949 - 4 juin 1950
- Nazem Koudsi : 4 juin 1950 - 27 mars 1951
- Khaled al-Azem : 27 mars - 9 août 1951 (5e mandat)
- Hassan al-Hakim : 9 août - 13 novembre 1951 (2e mandat)
- Zaki al-Khatib : 13 - 28 novembre 1951
- Maarouf al-Dawalibi : 28 - 29 novembre 1951 (1er mandat)
- Faouzi Selou : 3 décembre 1951 - 19 juillet 1953
- Sabri al-Assali : 1er mars - 19 juin 1954
- Saïd al-Ghazzi : 19 juin - 3 novembre 1954
- Farès al-Khoury : 3 novembre 1954 - 13 février 1955 (2e mandat)
- Sabri al-Assali : 13 février - 13 septembre 1955
- Saïd al-Ghazzi : 13 septembre 1955 - 14 juin 1956
- Sabri al-Assali : 14 juin 1956 - 22 février 1958

## Présidents du Conseil exécutif de la région syrienne dans laRépublique arabe unie(1958-1961)
- Nureddin Kuhala : 7 octobre 1958 - 20 septembre 1960
- Abdul Hamid Serraj : 20 septembre 1960 - 16 août 1961

## Présidents du Conseil des ministres de laRépublique arabe syrienne(1961-2024)
- Maamoun al-Kouzbari : 29 septembre - 20 novembre 1961
- Izzet el-Noss : 20 novembre - 14 décembre 1961
- Maarouf al-Dawalibi : 22 décembre 1961 - 28 mars 1962 (2e mandat)
- Bashir al-Azma : 16 avril - 14 septembre 1962
- Khaled al-Azem : 17 septembre 1962 - 9 mars 1963 (6e mandat)
- Salah Eddine Bitar : 9 mars - 11 mai 1963
- Sami Al-Joundi : 11 - 13 mai 1963
- Salah Eddine Bitar : 13 mai - 11 novembre 1963
- Amine al-Hafez : 12 novembre 1963 - 13 mai 1964
- Salah Eddine Bitar : 13 mai - 3 octobre 1964
- Amine al-Hafez : 4 octobre 1964 - 23 septembre 1965
- Yusuf Zuaiyin : 23 septembre - 21 décembre 1965
- Salah Eddine Bitar : 1er janvier - 23 février 1966
- Yusuf Zuaiyin : 1er mars 1966 - 29 octobre 1968
- Noureddine al-Atassi : 29 octobre 1968 - 18 novembre 1970
- Hafez el-Assad : 21 novembre 1970 - 3 avril 1971
- Abdul Rahman Kleifawi : 3 avril 1971 - 21 décembre 1972
- Mahmoud al-Ayyubi : 21 décembre 1972 - 7 août 1976
- Abdul Rahman Kleifawi :7 août 1976 - 27 mars 1978
- Mohammed Ali al-Halabi : 27 mars 1978 - 9 janvier 1980
- Abdul Rauf al-Kasm : 9 janvier 1980 - 1er novembre 1987
- Mahmoud Zoubi : 1er novembre 1987 - 7 mars 2000
- Mohamed Moustapha Mero : 7 mars 2000 - 10 septembre 2003
- Mohammed Naji al-Otari : 10 septembre 2003 - 14 avril 2011
- Adel Safar : 14 avril 2011 - 23 juin 2012
- Riad Hijab : 23 juin - 6 août 2012
- Omar Ghalawanji : 6 - 9 août 2012 (intérim)
- Wael al-Halki : 9 août 2012 - 3 juillet 2016
- Imad Khamis : 3 juillet 2016 - 11 juin 2020
- Hussein Arnous : 11 juin 2020 - 14 septembre 2024
- Mohammad Ghazi al-Jalali : 14 septembre 2024 - 8 décembre 2024

## Chefs de gouvernements appartenants à l'opposition(2013-2024)

### Gouvernement intérimaire syrien (2013-2025)
| No. | Portrait        | Nom                        | Début de mandat   | Fin de mandat     | Parti politique | Parti politique | Remarques                                                                 |
| --- | --------------- | -------------------------- | ----------------- | ----------------- | --------------- | --------------- | ------------------------------------------------------------------------- |
| —   |                 | Ghassane Hitto Par intérim | 18 mars 2013      | 14 septembre 2013 |                 | Indépendant     | Ne réussissant pas à former un gouvernement, il démissionne le 8 juillet. |
| 1   |                 | Ahmad Tu'mah               | 14 septembre 2013 | 22 juillet 2014   |                 | Indépendant     | —                                                                         |
| (1) | 14 octobre 2014 | Ahmad Tu'mah               | 17 mai 2016       | Second mandat.    |                 | Indépendant     |                                                                           |
| 2   |                 | Jawad Abu Hatab            | 17 mai 2016       | 10 mars 2019      |                 | Indépendant     | —                                                                         |
| 3   |                 | Abdurrahman Mustafa        | 30 juin 2019      | 30 janvier 2025   |                 | Indépendant     | —                                                                         |

### Gouvernement de salut syrien (2017-2024)
| No. | Portrait | Nom                                | Début de mandat  | Fin de mandat    | Parti politique | Parti politique      | Remarques |
| --- | -------- | ---------------------------------- | ---------------- | ---------------- | --------------- | -------------------- | --------- |
| 1   |          | Mohammed al-Sheikh                 | 2 novembre 2017  | 18 août 2018     |                 | Hayat Tahrir al-Cham | —         |
| 2   |          | Mohammed Jamal Shahoud Par intérim | 18 août 2018     | 10 décembre 2018 |                 | Hayat Tahrir al-Cham | —         |
| 3   |          | Fawaz Hilal                        | 10 décembre 2018 | 18 novembre 2019 |                 | Hayat Tahrir al-Cham | —         |
| 4   |          | Ali Keda                           | 18 novembre 2019 | 13 janvier 2024  |                 | Hayat Tahrir al-Cham | —         |
| 5   |          | Mohammed al-Bachir                 | 13 janvier 2024  | 10 décembre 2024 |                 | Hayat Tahrir al-Cham | —         |

## Présidents du Conseil des ministres de lapériode de transition(2024-2025)
- Mohammad Ghazi al-Jalali : 8 - 10 décembre 2024 (intérim)
- Mohammed al-Bachir : 10 décembre 2024[5] - 13 mars 2025